# Thomas Schnauz
Thomas Schnauz (Kearny, Nueva Jersey, 1966 o 1967) es un productor y guionista de televisión estadounidense. Sus créditos incluyen The X-Files, The Lone Gunmen, Night Stalker, Reaper, Breaking Bad y Better Call Saul. 

## Vida personal
Schnauz nació en Kearny, Nueva Jersey. Asistió a la Escuela de Artes Tisch de la Universidad de Nueva York, donde conoció a su compañero de estudios Vince Gilligan. Schnauz se graduó en Tisch en 1988.

## Carrera
Schnauz comenzó su carrera en varios trabajos de producción. Su primer guion se llamó Spirits in Passing. Finalmente se unió a Vince Gilligan en el equipo de guionistas de The X-Files y su programa derivado, The Lone Gunmen. También coescribió los guiones de la película Otis de 2008 y de la película para televisión Infected de 2008. En 2010, volvió a formar equipo con Gilligan en Breaking Bad, donde permaneció hasta la conclusión del programa en 2013.
Schnauz firmó un contrato general de dos años con Sony Pictures Television en noviembre de 2014.
Schnauz se desempeñó como coproductor ejecutivo de la serie derivada de Breaking Bad de AMC, Better Call Saul. Ha escrito y/o dirigido varios de sus episodios, incluyendo "Pimento", el penúltimo episodio de la primera temporada del programa, que recibió elogios de la crítica, así como "Plan and Execution", el final de la primera mitad de la sexta temporada que también recibió elogios por su escritura.
En abril de 2015, se informó que había sido elegido para escribir el guion de "una versión revisionista" de "Jack and the Beanstalk", que también sería producida por Vince Gilligan.
En 2019, Schnauz se unió a otros escritores de WGA para despedir a sus agentes como parte de la postura de WGA contra la ATA y la práctica del empaquetamiento.

## Filmografía
Personal de producción
| Año  | Programa         | Rol                           | Notas       |
| ---- | ---------------- | ----------------------------- | ----------- |
| 2001 | The X-Files      | Editor de historias           | Temporada 9 |
| 2002 | The X-Files      | Editor de historias           | Temporada 9 |
| 2005 | Night Stalker    | Editor ejecutivo de historias | Temporada 1 |
| 2006 | Night Stalker    | Editor ejecutivo de historias | Temporada 1 |
| 2007 | Reaper           | Coproductor                   | Temporada 1 |
| 2008 | Reaper           | Coproductor                   | Temporada 1 |
| 2009 | Reaper           | Productor                     | Temporada 2 |
| 2010 | Breaking Bad     | Productor                     | Temporada 3 |
| 2011 | Breaking Bad     | Productor supervisor          | Temporada 4 |
| 2012 | Breaking Bad     | Coproductor ejecutivo         | Temporada 5 |
| 2013 | Breaking Bad     | Coproductor ejecutivo         | Temporada 5 |
| 2014 | Resurrection     | Coproductor ejecutivo         | Temporada 1 |
| 2015 | Better Call Saul | Coproductor ejecutivo         | Temporada 1 |
| 2016 | Better Call Saul | Productor ejecutivo           | Temporada 2 |
| 2017 | Better Call Saul | Productor ejecutivo           | Temporada 3 |
| 2018 | Better Call Saul | Productor ejecutivo           | Temporada 4 |
| 2020 | Better Call Saul | Productor ejecutivo           | Temporada 5 |
| 2022 | Better Call Saul | Productor ejecutivo           | Temporada 6 |

Guiones de cine
| Año  | Título   | Crédito  | Notas                                             |
| ---- | -------- | -------- | ------------------------------------------------- |
| 2008 | Infected | Escritor | Película para televisión. Historia de Tom Schnauz |
| 2008 | Otis     | Escritor | Coescrito con Erik Jendresen                      |

## Premios y nominaciones
Schnauz ha sido nominado a los premios del Writers Guild of America en seis ocasiones, ganando tres veces, por su trabajo en los equipos de guionistas de Breaking Bad y Better Call Saul. Schnauz compartió la nominación a Serie dramática del programa en 2010 y las victorias en categorías posteriores en 2011, 2012 y 2013, por su trabajo en Breaking Bad. Fue nominado nuevamente en 2015 y 2016 en la categoría de Serie Dramática por Better Call Saul.
Fue nominado a un premio Primetime Emmy por mejor guion en una serie dramática por el episodio de Breaking Bad de 2012 "Say My Name".